# Myro
Myro eller Moiro (grekiska: Μυρώ eller Μοιρώ) var en grekisk skald från Byzantion under 200-talet. 
Hon var gift med Andromachos Philologos  och mor till tragikern Homeros från Byzantion. 
Hon författade åtskilliga dikter, bland vilka två epigram finns bevarade i den Grekiska antologin (Anthologia Palatina). Athenaios citerar en passage ur hennes episka dikt Mnemosyne (Μνημοσύνη), varför tio hexameter ur den finns bevarade. Eustathios från Thessalonike nämner en hymn till Poseidon, som nu är förlorad; vidare skrev hon en samling Arai (Ἀραί; "Önskningar"), som också gått förlorad.
Hon ingår i den grupp av nio kvinnliga diktare som av Antipater från Thessalonica jämförs med de nio muserna: Sapfo, Praxilla,  Moiro, Anyte, Erinna, Telesilla, Korinna, Nossis och Myrtis.